# Zaïre
Zaïre, officieel de Republiek Zaïre, was de naam van Congo-Kinshasa van 1971 tot 1997. Zaïre lag in Centraal-Afrika en was, qua oppervlakte, het op twee na grootste land in Afrika (na Soedan en Algerije) en het op elf na grootste land ter wereld (van 1965 tot 1997). Met een bevolking van meer dan 23 miljoen inwoners was Zaïre het meest bevolkte officieel Franstalige land in Afrika, evenals een van de meest bevolkte landen in Afrika.
Onder leiding van Mobutu Sese Seko en zijn heersende Mouvement populaire de la Révolution, evolueerde het land tot een eenpartij-totalitaire militaire dictatuur. Zaïre ontstond na de staatsgreep van Mobutu in 1965, te midden van vijf jaar politieke onrust na de onafhankelijkheid van België, die bekend staat als de Congocrisis. De grondwet van Zaïre was sterk centralistisch en buitenlandse eigendommen werden genationaliseerd. Deze periode wordt soms ook wel aangeduid als de Tweede Congolese Republiek.
Onder leiding van Mobutu werd ook een grootschalige campagne van Authenticité gelanceerd, gericht op het verwijderen van invloeden uit het koloniale tijdperk. Na de paleisrevolutie die de Roemeense dictator Ceaușescu ten val had gebracht, en verzwakt door het stopzetten van Amerikaanse steun na het einde van de Koude Oorlog, werd Mobutu in 1990 gedwongen een nieuwe Zaïrese republiek met een meerpartijenstelsel uit te roepen uit angst voor een vergelijkbaar lot. Tegen de tijd van zijn val werd Zaïre gekenmerkt door uitgebreide vriendjespolitiek, corruptie en economisch wanbeheer.
Zaïre stortte in de late jaren 1990 in, te midden van de destabilisatie van de oostelijke delen van het land in de nasleep van de Rwandese genocide en groeiend etnisch geweld. In 1996 leidde Laurent-Désiré Kabila, het hoofd van de militie van de Alliantie van Democratische Krachten voor de Bevrijding van Congo (AFDL), een populaire opstand tegen Mobutu. De opstand begon terwijl Mobutu in Zwitserland was voor de behandeling van Prostaatkanker. Met rebellen die westwaarts terrein wonnen, vluchtte Mobutu uiteindelijk het land uit. Mobutu stierf vier maanden later terwijl hij in ballingschap in Marokko verbleef.

## Etymologie
De naam van het land, Zaïre, vindt zijn oorsprong in de naam van de Congo-rivier, die soms Zaire wordt genoemd in het Portugees. Deze naam is op zijn beurt afgeleid van het Kikongo-woord 'nzere' of 'nzadi', wat 'rivier die alle rivieren opslokt' betekent. Het gebruik van Congo lijkt geleidelijk Zaire te hebben vervangen in het Engels gedurende de 18e eeuw, en tegen de 19e eeuw was Congo de gebruikelijke Engelse naam. Desalniettemin bleven verwijzingen naar Zahir of Zaire als de naam die door de lokale bevolking werd gebruikt (afgeleid van het Portugese gebruik) nog steeds algemeen voorkomen.

## Geschiedenis

### Congocrisis

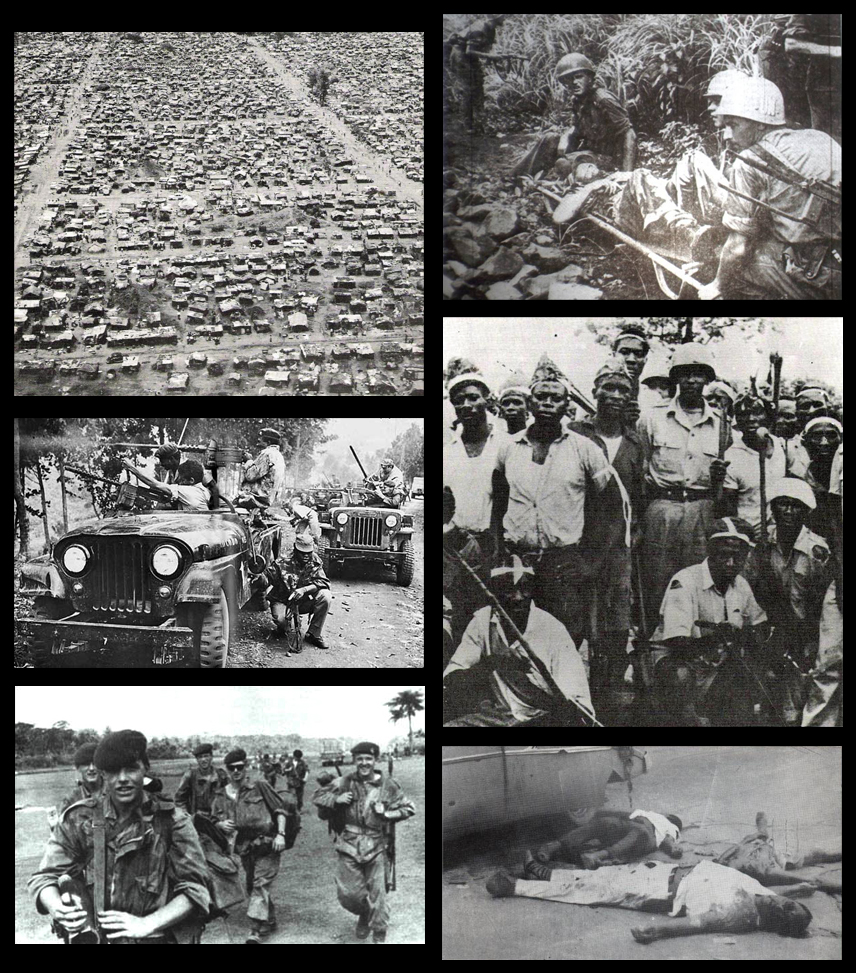
Met de klok mee vanaf linksboven: Vluchtelingenkamp buiten Elisabethstad, Vredeshandhavers verzorgen een gewonde kameraad, Gewapende Baluba burgers, Gemoorde burgers in Lodja, Belgische parachutisten tijdens Dragon Rouge, Overheidstroepen in gevecht met Simba-rebellen.

Kort na de onafhankelijkheid van Congo kwam het Congolese leger in opstand, wat het begin betekende van de Congocrisis. Ondanks de inspanningen van premier Lumumba om de troepen te kalmeren, verslechterde de situatie. Katanga en Zuid-Kasaï verklaarden vervolgens hun onafhankelijkheid van de centrale regering. De Verenigde Naties (VN) organiseerden een vredesoperatie en stuurden troepen naar Congo. Op 5 september ontsloeg president Kasavubu Lumumba uit zijn functie. De regering werd verlamd door de politieke strijd die daarop volgde, en op 14 september kondigde kolonel Joseph-Désiré Mobutu een overname aan in Leopoldstad en de installatie van zijn eigen administratie. Twee dagen later werd Lumumba onder huisarrest geplaatst. Tegen oktober waren de aanhangers van de premier ervan overtuigd dat weinig van hun doelen konden worden bereikt via de nieuwe regering. Antoine Gizenga, Lumumba's vicepremier, vertrok op 13 november naar Stanleystad om zijn eigen regering te vormen.

#### Staatsgreep
Na vijf jaar van extreme instabiliteit en burgerlijke onrust pleegde Joseph-Désiré Mobutu, destijds luitenant-generaal, een door de CIA gesteunde staatsgreep in 1965 waarbij hij Kasavubu omverwierp. Hij genoot de steun van de Verenigde Staten vanwege zijn felle oppositie tegen de Sovjet-Unie, wat hem naar verluidt een hindernis zou maken voor communistische activiteiten in Afrika.
Mobutu verklaarde zichzelf president voor een periode van vijf jaar, waarbij hij zei dat hij die tijd nodig had om de schade ongedaan te maken die de politici hadden toegebracht in de eerste vijf jaar van de onafhankelijkheid van het land. Binnen twee jaar richtte hij echter de Populaire Beweging van de Revolutie op als de enige wettige partij van het land. In 1970 stond hij alleen op het stembiljet bij de eerste rechtstreekse presidentsverkiezingen van het land. Twee weken later werd een enkele lijst van PMR-kandidaten verkozen tot de wetgevende macht. Voor alle praktische doeleinden was de Republiek Congo ten einde gekomen, maar het duurde nog een jaar voordat Mobutu officieel de naam van het land veranderde in Zaïre

### De beginjaren van Zaïre

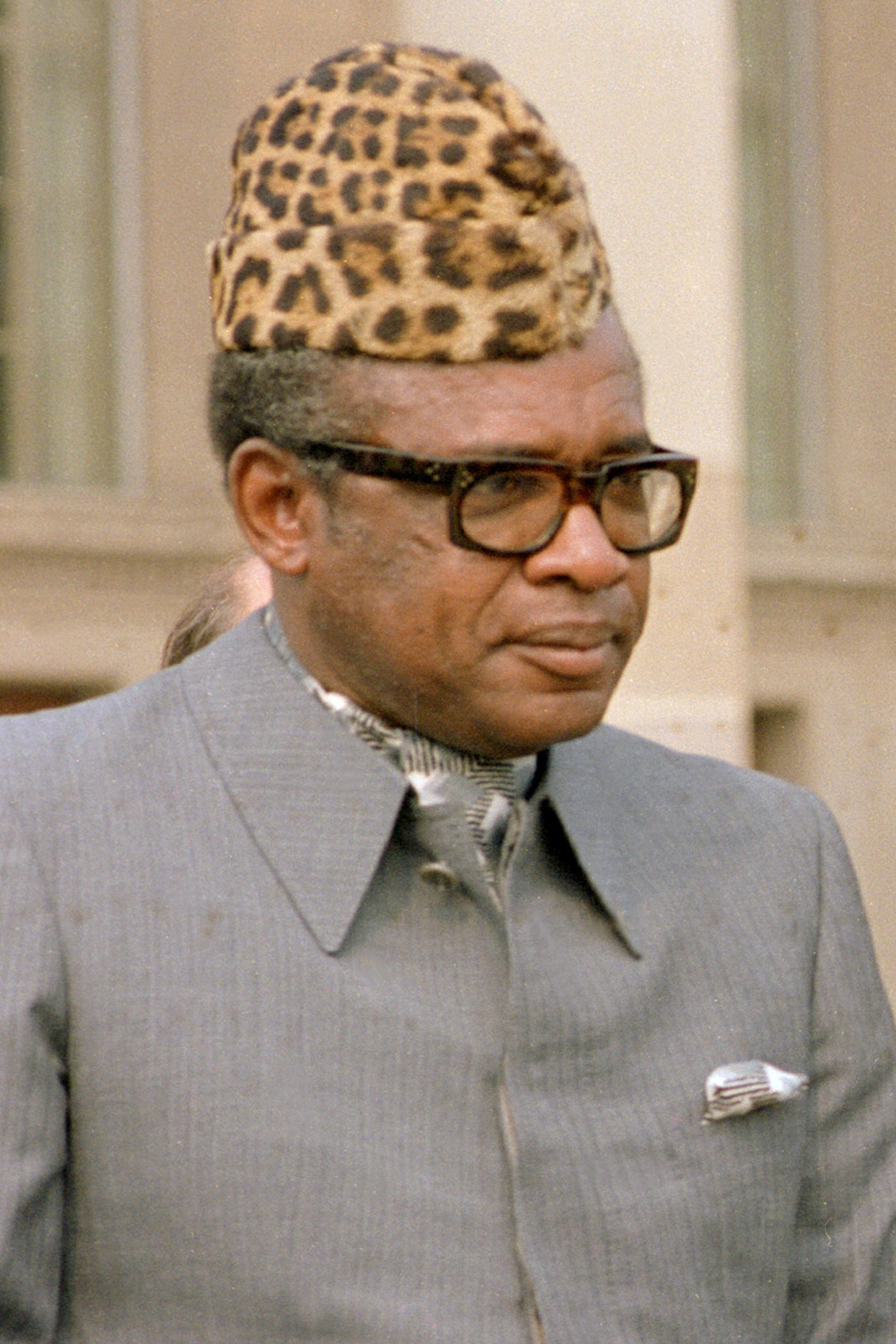
Mobutu was de president van Zaïre van 1965 to 1997.

Tijdens het begin van de jaren 1970 werden Zaïreanen onder het beleid van authenticité verplicht "authentieke" namen aan te nemen. Mobutu volgde deze richtlijn door zijn voormalige naam Joseph-Désiré af te zweren en officieel de titel Mobutu Sese Seko Kuku Ngbendu Wa Za Banga aan te nemen, beter bekend als Mobutu Sésé Seko, wat "de allesoverwinnende krijger, die van triomf naar triomf gaat" betekent.
In een retrospectieve rechtvaardiging van zijn machtsovername in 1965, beschreef Mobutu de geschiedenis van de Eerste Republiek als een periode van "chaos, wanorde, nalatigheid en incompetentie". De verwerping van het erfgoed van de Eerste Republiek ging verder dan retoriek. In de eerste twee jaar van zijn bestaan richtte het nieuwe regime zich op dringende taken van politieke wederopbouw en consolidatie. Het creëren van een nieuwe basis van legitimiteit voor de staat, in de vorm van een enkele partij, stond hoog op de prioriteitenlijst van Mobutu.
Een derde dwingende factor was het uitbreiden van de invloed van de staat op sociaal en politiek gebied, een proces dat begon in 1970 en leidde tot de goedkeuring van een nieuwe grondwet in 1974. Tegen 1976 begon deze inspanning echter zijn eigen interne tegenstellingen te genereren, waardoor de weg werd vrijgemaakt voor de heropleving van een Bula Matari ("de breker van rotsen") systeem van onderdrukking en wreedheid.

### Constitutionele veranderingen
Tegen 1967 had Mobutu zijn heerschappij geconsolideerd en ging hij over tot het geven van het land een nieuwe grondwet en een enkele partij. De nieuwe grondwet werd in juni 1967 voorgelegd aan een volksreferendum en goedgekeurd door 98 procent van degenen die stemden. Hierin werd bepaald dat uitvoerende bevoegdheden gecentraliseerd zouden worden bij de president, die staatshoofd, regeringsleider, opperbevelhebber van de strijdkrachten en de politie, en verantwoordelijk voor het buitenlands beleid zou zijn.
Maar de meest ingrijpende verandering was de oprichting van de Volksbeweging van de Revolutie (Mouvement Populaire de la Révolution—MPR) op 17 april 1967, wat de opkomst markeerde van "de natie politiek georganiseerd". In plaats van dat overheidsinstellingen een emanatie van de staat waren, werd de staat voortaan gedefinieerd als een emanatie van de partij. Zo werden in oktober 1967 partij- en administratieve verantwoordelijkheden samengevoegd in een enkel kader, waardoor de rol van de partij automatisch werd uitgebreid naar alle administratieve organen op centraal en provinciaal niveau, evenals naar vakbonden, jeugdbewegingen en studentenorganisaties.
Drie jaar na de naamswijziging van het land naar Zaïre, vaardigde Mobutu een nieuwe grondwet uit die zijn greep op het land consolideerde. Elke vijf jaar (zeven jaar na 1978) koos de MPR een president die tegelijkertijd werd genomineerd als enige kandidaat voor het presidentschap van de republiek; hij werd bevestigd in functie via een referendum. Onder dit systeem werd Mobutu in 1977 en 1984 herkozen met ongelooflijk hoge marges, waarbij hij een unanieme of bijna-unanieme "ja"-stem claimde. De MPR werd gedefinieerd als de "enkele instelling" van het land, en haar president werd bekleed met de "volheid van de machtsuitoefening." Elke vijf jaar werd een enkele lijst van MPR-kandidaten teruggezonden naar de Nationale Vergadering, waarbij officiële cijfers een bijna-unanieme steun aantoonden. Alle burgers van Zaïre werden automatisch lid van de MPR bij hun geboorte. Dit gaf de president van de MPR—Mobutu—in feite volledige politieke controle over het land.

### Totalitaire uitbreiding
Het vertalen van het concept van "de natie politiek georganiseerd" naar de realiteit impliceerde een grote uitbreiding van staatscontrole over de burgermaatschappij. Dit betekende in de eerste plaats de opname van jeugdgroepen en arbeidersorganisaties in het kader van de MPR. In juli 1967 kondigde het Politbureau de oprichting aan van de Jeugd van de Populaire Revolutionaire Beweging (Jeunesse du Mouvement Populaire de la Révolution—JMPR), na de lancering een maand eerder van de Nationale Unie van Zaïrese Arbeiders (Union Nationale des Travailleurs Zaïrois—UNTZA), die drie bestaande vakbonden in één organisatorisch kader samenbracht.
Kennelijk was het doel van de fusie, in de bewoordingen van het Manifest van N'Sele, om de rol van vakbonden te transformeren van "alleen maar een kracht van confrontatie" tot "een orgaan ter ondersteuning van het regeringsbeleid", waardoor "een communicatielink tussen de arbeidersklasse en de staat" werd geboden. Op dezelfde manier moest de JMPR optreden als een belangrijke schakel tussen de studentenpopulatie en de staat. In werkelijkheid probeerde de regering de sectoren waar oppositie tegen het regime zich zou kunnen concentreren onder haar controle te brengen. Door belangrijke leiders van de arbeiders en de jeugd aan te stellen in het Politbureau van de MPR, hoopte het regime de vakbonden en studentenkrachten te betrekken bij het apparaat van de staat. Desalniettemin is er, zoals door talloze waarnemers is opgemerkt, weinig bewijs dat de coöptatie erin slaagde om steun voor het regime op te bouwen verder dan het meest oppervlakkige niveau.
De trend naar coöptatie van belangrijke sociale sectoren zette zich voort in de daaropvolgende jaren. Vrouwenverenigingen werden uiteindelijk onder controle van de partij gebracht, evenals de pers, en in december 1971 ging Mobutu over tot het verzwakken van de macht van de kerken. Vanaf dat moment werden slechts drie kerken erkend: de Kerk van Christus in Zaïre (L'Église du Christ au Zaïre), de Kimbanguistische Kerk en de Rooms-Katholieke Kerk.
De nationalisatie van de universiteiten van Kinshasa en Kisangani, samen met Mobutu's eis om alle christelijke namen te verbieden en JMPR-secties op te richten in alle seminaries, bracht al snel de Rooms-Katholieke Kerk en de staat in conflict. Pas in 1975, en na aanzienlijke druk van het Vaticaan, stemde het regime ermee in om zijn aanvallen op de Rooms-Katholieke Kerk te matigen en enige controle over het schoolsysteem terug te geven aan de kerk. Ondertussen werden, in overeenstemming met een wet van december 1971 die de staat toestond "elke kerk of sekte die de openbare orde in gevaar brengt of dreigt te brengen, op te lossen", tientallen niet-erkende religieuze sekten ontbonden en werden hun leiders gevangengezet.
Mobutu was er ook op bedacht alle instellingen te onderdrukken die etnische loyaliteiten konden mobiliseren. Openlijk gekant tegen etniciteit als basis voor politieke alignatie, verbood hij zulke etnische verenigingen als de Associatie van Lulua Broeders (Association des Lulua Frères), die in 1953 was opgericht in Kasaï als reactie op de groeiende politieke en economische invloed van het rivaliserende Luba-volk, en Liboke lya Bangala (letterlijk, "een bundel van Bangala"), een vereniging gevormd in de jaren 1950 om de belangen van Lingala-sprekers in grote steden te vertegenwoordigen. Het hielp Mobutu dat zijn etnische affiliatie vaag was in het publieke bewustzijn. Niettemin, toen ontevredenheid opkwam, kwamen etnische spanningen opnieuw naar boven.

### Centralisatie van macht
Naast de inspanningen van de staat om alle autonome bronnen van macht te controleren, werden belangrijke administratieve hervormingen ingevoerd in 1967 en 1973 om de hand van de centrale autoriteiten in de provincies te versterken. Het centrale doel van de hervorming van 1967 was om provinciale regeringen af te schaffen en ze te vervangen door ambtenaren die waren aangesteld door Kinshasa. Het principe van centralisatie werd verder uitgebreid naar districten en gebieden, elk geleid door administrateurs aangesteld door de centrale regering.
De enige overheidsinstanties die nog een zekere mate van autonomie behielden - zij het niet lang - waren de zogenaamde lokale collectiviteiten, namelijk chefferies en sectoren (waarbij de laatste verschillende chefferies omvatten). Het unitaire, gecentraliseerde staatssysteem dat zo in het leven was geroepen, vertoonde dus een opvallende gelijkenis met zijn koloniale voorganger, behalve dat vanaf juli 1972 provincies regio's werden genoemd.
Met de hervorming van januari 1973 werd nog een belangrijke stap gezet in de richting van verdere centralisatie. Het doel was in wezen om een volledige fusie van politieke en administratieve hiërarchieën te bewerkstelligen door het hoofd van elke administratieve eenheid de president van het lokale partijcomité te maken. Bovendien leidde een andere consequentie van de hervorming tot een ernstige beperking van de macht van traditionele autoriteiten op lokaal niveau. Erfelijke aanspraken op autoriteit zouden niet langer worden erkend; in plaats daarvan zouden alle stamhoofden worden benoemd en gecontroleerd door de staat via de administratieve hiërarchie. Tegen die tijd had het proces van centralisatie theoretisch alle bestaande centra van lokale autonomie geëlimineerd.
De analogie met de koloniale staat wordt nog overtuigender wanneer deze wordt gekoppeld aan de introductie in 1973 van "verplichte burgerarbeid" (lokaal bekend als Salongo naar de Lingala-term voor werk), in de vorm van één middag per week verplichte arbeid aan landbouw- en ontwikkelingsprojecten. Officieel beschreven als een revolutionaire poging om terug te keren naar de waarden van communalisme en solidariteit inherent aan de traditionele samenleving, was Salongo bedoeld om de bevolking te mobiliseren voor het verrichten van collectief werk "met enthousiasme en zonder dwang".
In werkelijkheid leidde het opvallende gebrek aan populariteit voor Salongo tot wijdverbreide weerstand en traagheid (waardoor veel lokale bestuurders een oogje dichtknepen). Hoewel het niet naleven straffen met zich meebracht van één maand tot zes maanden gevangenisstraf, ontweken de meeste Zaïreanen in de late jaren 1970 hun verplichtingen voor Salongo. Door een van de meest bitter betwiste kenmerken van de koloniale staat nieuw leven in te blazen, droeg verplichte burgerarbeid in niet geringe mate bij aan de erosie van legitimiteit die de Mobutistische staat onderging.

### Groeiende onrust

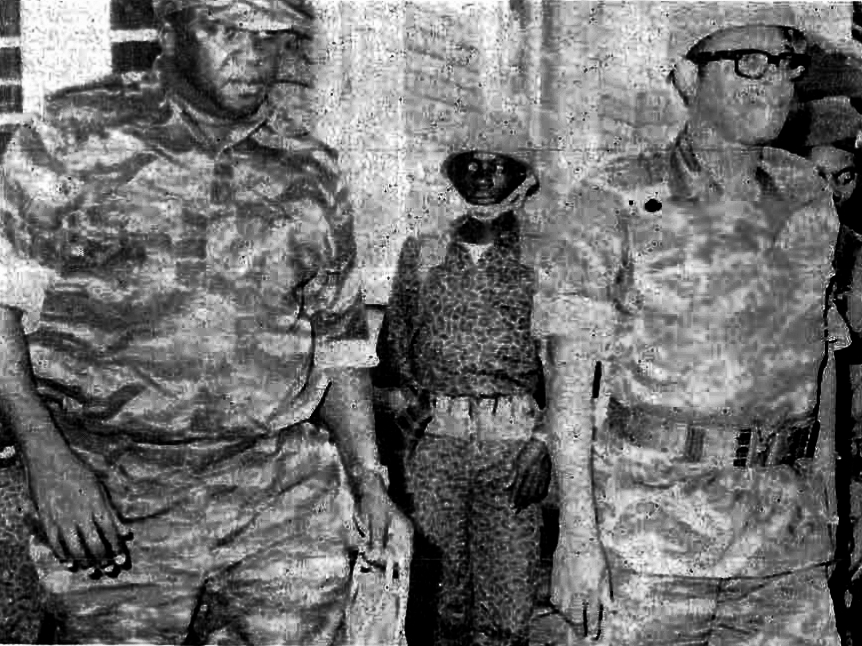
De Oegandese president Idi Amin bezoekt Zaïre en ontmoet Mobutu tijdens het Shaba I-conflict in 1977

In 1977 en 1978 lanceerden Katangese rebellen, gestationeerd in Angola, twee invasies - Shaba I en Shaba II - in de provincie Katanga (hernoemd tot "Shaba" in 1972). De opstandelingen werden voornamelijk verdreven met militaire steun van het Westen, met Frankrijk en België als belangrijkste bijdragers.
De Slag om Kolwezi, gevochten in mei 1978, resulteerde in een luchtlandingsoperatie met als doel Zairiaanse, Belgische en Franse mijnwerkers te redden die werden vastgehouden als gijzelaars door pro-communistische Katangese guerrilla's.
Paus Johannes Paulus II bracht op 2 mei 1980 een pauselijk bezoek aan Zaïre, ter gelegenheid van de honderdste verjaardag van de katholieke evangelisatie. Tijdens zijn tour begroette hij meer dan een miljoen mensen, waarmee hij de eerste paus werd die Afrika bezocht als "boodschapper van vrede". Hij verliet Zaïre vier dagen later op 6 mei, kort nadat 9 mensen werden vertrapt terwijl ze probeerden de mis bij te wonen.
In 1981, ondanks trage vooruitgang, lanceerde Zaïre een economische hervorming om zijn economie nieuw leven in te blazen om zijn herziene betalingen op de enorme schuld van het land van $ 4,4 miljard te kunnen nakomen, die een kleine economische groei had laten zien in de laatste drie kwartalen van 1980.
Gedurende de jaren 1980 bleef Zaïre een eenpartijstaat. Hoewel Mobutu tijdens deze periode de controle behield, waren oppositiepartijen, met name de Union pour la Démocratie et le Progrès Social (UDPS), actief. Pogingen van Mobutu om deze groepen te onderdrukken, leidden tot aanzienlijke internationale kritiek.

### Belgisch-Zaïrees conflict van 1988-1989
Het Belgisch-Zaïrese conflict van 1988-1989 ontstond door geschillen over schulden en de gekrenkte waardigheid van Zaïre, wat leidde tot een open conflict tussen beide landen. Zaïre nam maatregelen om het conflict te benadrukken, zoals het stopzetten van Sabena vluchten en het verplaatsen van de zetel van Air Zaïre van Brussel naar Parijs. Daarnaast werden belangrijke verdragen opgezegd en de schuldaflossing aan België gestopt. Onderhandelingen tussen België en Zaïre, ondernomen door Leo Tindemans en later bemiddeld door koning Hassan II van Marokko, resulteerden in een akkoord op 15 juli 1989 in Parijs. Hierbij werd een deel van de schulden kwijtgescholden en werd een gezamenlijk beheerd fonds opgericht voor ontwikkelingsprojecten.
Dit akkoord leidde tot een tijdelijke normalisering van de relaties tussen België en Zaïre. Echter, een jaar later brak opnieuw een crisis uit toen president Mobutu van Zaïre een studentenrevolte in Lubumbashi gewelddadig werd onderdrukt. Hoewel Zaïre beweerde dat er slechts één slachtoffer was, rapporteerde de Verenigde Naties tientallen doden. Belgische functionarissen, onder leiding van minister van Buitenlandse Zaken Mark Eyskens, benadrukten het belang van de mensenrechtenclausule uit het eerdere akkoord. Uiteindelijk verbrak Zaïre unilateraal de diplomatieke betrekkingen met België.

### Tweede Zaïrese Republiek
Naarmate de Koude Oorlog zijn einde naderde, intensiveerde de druk op Mobutu zowel van binnenuit als van buitenaf. Tegen het einde van 1989 en het begin van 1990 werd hij geconfronteerd met binnenlandse onrust, toenemende internationale veroordeling van de mensenrechtenschendingen in zijn regime, economische moeilijkheden en wijdverbreide corruptie binnen zijn regering, met name het grootschalig misbruik van overheidsgelden voor persoonlijk gewin. Gelijktijdig vond in Roemenië een paleisrevolutie plaats, een parallelle gebeurtenis in een vergelijkbare context, waarbij dictator Ceaușescu werd afgezet en ter dood gebracht door hooggeplaatste leden van zijn eigen regime. Mobutu vreesde dat een soortgelijk lot ook hem te wachten stond.
In mei 1990 stemde Mobutu daarom in met het principe van een meerpartijenstelsel met verkiezingen en een grondwet. Omdat details van een hervormingspakket werden uitgesteld, begonnen soldaten in september 1991 te plunderen in Kinshasa om te protesteren tegen hun onbetaalde lonen. Tweeduizend Franse en Belgische troepen, waarvan sommige werden ingevlogen met Amerikaanse luchtmachtvliegtuigen, arriveerden om de 20.000 bedreigde buitenlandse burgers in Kinshasa te evacueren.
In 1992, na eerdere soortgelijke pogingen, werd de langverwachte Soevereine Nationale Conferentie gehouden, met meer dan 2000 vertegenwoordigers van verschillende politieke partijen. De conferentie gaf zichzelf een wetgevende mandaat en koos Aartsbisschop Laurent Monsengwo Pasinya tot voorzitter, samen met Étienne Tshisekedi wa Mulumba, leider van de UDPS, als premier. Tegen het einde van het jaar had Mobutu een rivaliserende regering gecreëerd met een eigen premier. De daaropvolgende impasse leidde tot een compromisfusie van de twee regeringen tot de Hoge Raad van de Republiek-Parlement van Overgang (HCR-PT) in 1994, met Mobutu als staatshoofd en Kengo wa Dondo als premier. Hoewel presidents- en parlementsverkiezingen herhaaldelijk waren gepland gedurende de volgende 2 jaar, vonden ze nooit plaats.

### Eerste Congolese Burgeroorlog en ondergang van Zaïre

De situatie begin januari 1997. Oost-Zaïre wordt gecontroleerd door de AFDL. De FAZ bereiden een tegenoffensief voor vanuit Kisangani en Kindu.

Tegen 1996 waren de spanningen vanuit de buurlanden Rwanda en Burundi overgeslagen naar Zaïre. Rwandese Hutu-militiekrachten (Interahamwe), die Rwanda waren ontvlucht na de opkomst van een door RPF geleide regering, hadden Hutu-vluchtelingenkampen in Oost-Zaïre gebruikt als uitvalsbases voor aanvallen tegen Rwanda. Deze Hutu-militiekrachten sloten al snel een bondgenootschap met de Zairiaanse gewapende strijdkrachten (FAZ) om een campagne te lanceren tegen Congolese etnische Tutsi's in Oost-Zaïre, bekend als de Banyamulenge. Op hun beurt vormden deze Zairiaanse Tutsi's een milities om zichzelf te verdedigen tegen aanvallen. Toen de Zairiaanse regering begon met het escaleren van de moordpartijen in november 1996, kwamen de Tutsi-milities in opstand tegen Mobutu, wat de Eerste Congolese Burgeroorlog in gang zette.
De Tutsi-militie werd al snel vergezeld door diverse oppositiegroepen en gesteund door verschillende landen, waaronder Rwanda en Oeganda. Deze coalitie, onder leiding van Laurent-Désiré Kabila, werd bekend als de Alliance des Forces Démocratiques pour la Libération du Congo-Zaïre (AFDL). Terwijl Mobutu langdurig in Zwitserland verbleef voor de behandeling van prostaatkanker, boekte de AFDL, die nu tot doel had om Mobutu te verdrijven, begin 1997 aanzienlijke militaire successen. Tegen het midden van 1997 had de AFDL het land bijna volledig veroverd. Het enige wat de AFDL-troepen leek te vertragen was de gammele infrastructuur van het land; onregelmatig gebruikte zandpaden en rivierhavens waren alles wat sommige gebieden verbond met de buitenwereld. Na mislukte vredesbesprekingen tussen Mobutu en Kabila vluchtte Mobutu op 17 mei in ballingschap naar Marokko. Kabila benoemde zichzelf tot president, consolideerde de macht rond zichzelf en de AFDL, en marcheerde drie dagen later zonder tegenstand Kinshasa binnen. Op 21 mei herstelde Kabila officieel de naam van het land terug naar de Democratische Republiek Congo.

## Overheid en politiek

Presidentiële standaard van Zaïre

Het land werd geregeerd door de Mouvement Populaire de la Révolution (MPR) als een eenpartijstaat, aangezien de enige wettelijk toegestane partij in het land, hoewel Congo effectief een eenpartijstaat was geweest sinds de oprichting van de MPR. Ondanks dat de grondwet nominale ruimte bood voor het bestaan van twee partijen, was de MPR de enige partij die een kandidaat mocht voordragen voor de presidentsverkiezingen van 1 november 1970. Mobutu werd bevestigd in zijn functie met een ongeloofwaardige marge van meer dan 10.131.000 stemmen tegen slechts 157 die "nee" stemden. Bij de parlementsverkiezingen die twee weken later werden gehouden, kregen kiezers een enkele lijst van de MPR voorgelegd die met meer dan 99 procent steun werd goedgekeurd.
De president diende als het staatshoofd van Zaïre, wiens rol het was om kabinetsleden aan te stellen en te ontslaan en hun verantwoordelijkheidsgebieden te bepalen. De ministers, als hoofden van hun respectievelijke departementen, moesten de programma's en beslissingen van de president uitvoeren. De president had ook de macht om de gouverneurs van de provincies en de rechters van alle rechtbanken, inclusief die van het Hooggerechtshof van Justitie, aan te stellen en te ontslaan.
Het tweekamerparlement werd vervangen door een eenkamerwetgevend orgaan dat de Wetgevende Raad werd genoemd. Gouverneurs van provincies werden niet langer gekozen door provinciale assemblees, maar werden benoemd door de centrale regering. De president had de macht om autonome regelingen uit te vaardigen over zaken die niet behoren tot het domein van de wet, zonder afbreuk te doen aan andere bepalingen van de grondwet. Onder bepaalde omstandigheden was de president gemachtigd om te regeren bij uitvoerend bevel, dat de kracht van wet had.

## Mobutisme
De doctrinaire basis werd kort na de geboorte ervan onthuld, in de vorm van het Manifest van N'sele (genoemd omdat het werd uitgegeven vanuit de landelijke residentie van de president in N'sele, 60 km stroomopwaarts van Kinshasa), dat in mei 1967 openbaar werd gemaakt. Nationalisme, revolutie en authenticiteit werden geïdentificeerd als de belangrijkste thema's van wat bekend kwam te staan als "mobutisme".
Nationalisme impliceerde het bereiken van economische en politieke onafhankelijkheid. Revolutie, beschreven als een "echt nationale revolutie, in wezen pragmatisch", betekende "de verwerping van zowel het kapitalisme als het communisme". Zo werd "noch rechts noch links" een van de rechtvaardigende slogans van het regime, samen met "authenticiteit".

## Ministeries, Departementen of Commissariaten
In de jaren 1970 en 1980 vertrouwde de regering van Mobutu op een geselecteerde groep technocraten, vaak aangeduid als de "nomenklatura", waaruit het staatshoofd putte en periodiek competente personen rouleerde. Ze vormden de Uitvoerende Raad en leidden het volledige spectrum van Ministeries, Departementen of, naarmate de overheids terminologie veranderde, Commissariaten. Onder deze personen waren internationaal gerespecteerde benoemingen zoals Djamboleka Lona Okitongono, die werd benoemd tot Secretaris van Financiën, onder Burger Namwisi (Minister van Financiën), en later President werd van OGEDEP, het Nationaal Bureau voor Schuldenbeheer.
Uiteindelijk werd Djamboleka gouverneur van de Bank van Zaïre in de laatste fase van de regering van Mobutu. Zijn vooruitgang was vrij typisch voor het rotatiepatroon dat door Mobutu was vastgesteld, die de meest gevoelige ministeriële portefeuilles (zoals Defensie) voor zichzelf behield.

### Administratieve indelingen
Zaïre was verdeeld in 8 regio's met als hoofdstad Kinshasa. In 1988 werd de provincie Kivu opgesplitst in drie regio's. Ze kregen in 1997 de naam provincies.
|                      | 1. Bandundu |
| 2. Neder-Zaïre       |             |
| 3. Evenaarsprovincie |             |
| 4. West-Kasaï        |             |
| 5. Oost-Kasaï        |             |
| 6. Shaba             |             |
| 7. Kinshasa          |             |
| 8. Maniema           |             |
| 9. Noord-Kivu        |             |
| 10. Orientale        |             |
| 11. Zuid-Kivu        |             |

## Economie

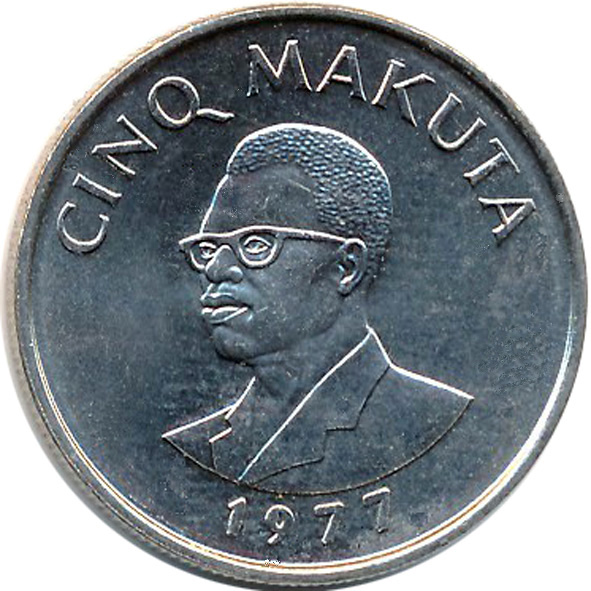
Munt van 5 makuta (cinq makuta) uit Zaïre, 1977, met daarop afgebeeld Mobutu Sese Seko.

De zaïre werd geïntroduceerd als vervanging van de franc als de nieuwe nationale valuta. 100 makuta (enkelvoud likuta) was gelijk aan één zaïre. De likuta werd ook verdeeld in 100 sengi. Echter, deze eenheid had zeer weinig waarde, dus het kleinste muntstuk was voor 10 sengi.
Terwijl het land begon te stabiliseren nadat Mobutu aan de macht kwam, begon de economische situatie te verslechteren, en tegen 1979 was de koopkracht slechts 4% van die van 1960. Vanaf 1976 verstrekte het IMF stabiliserende leningen aan zijn regime. Een groot deel van het geld werd echter verduisterd door Mobutu en zijn kring.
Volgens het rapport uit 1982 van de IMF-gezant Erwin Blumenthal was het "alarmerend duidelijk dat het corrupte systeem in Zaïre met al zijn slechte en lelijke manifestaties, zijn wanbeheer en fraude, alle inspanningen van internationale instellingen, bevriende regeringen en commerciële banken om de economie van Zaïre te herstellen en te rehabiliteren, zal vernietigen". Blumenthal verklaarde dat er "geen kans" was dat crediteuren ooit hun leningen zouden terugkrijgen. Toch bleven het IMF en de Wereldbank geld lenen dat ofwel verduisterd, gestolen of "verspild werd aan olifantenprojecten". "Structurele aanpassingsprogramma's" die werden geïmplementeerd als voorwaarde voor IMF-leningen, verminderden de steun voor gezondheidszorg, onderwijs en infrastructuur.

## Cultuur
Het concept van authenticiteit was afgeleid van de geprofeteerde leer van de MPR van "authentiek Zaïrisch nationalisme en veroordeling van regionalisme en stammenstrijd". Mobutu definieerde het als het bewustzijn van iemands eigen persoonlijkheid en waarden en het thuis voelen in de eigen cultuur. In lijn met de eisen van authenticiteit werd de naam van het land op 27 oktober 1971 gewijzigd in de Republiek Zaïre, en die van de strijdkrachten in de Forces Armées Zaïroises (FAZ).
Deze beslissing was opmerkelijk gezien de historische connotaties van de naam "Congo", die zowel verwezen naar de rivier Congo als naar het middeleeuwse Kongo-rijk, en die diep geworteld waren in de prekoloniale Afrikaanse geschiedenis. In contrast daarmee was "Zaire" afgeleid van een ander Afrikaans woord, "Nzadi" ("rivier"), dat door Portugese ontdekkingsreizigers werd verbasterd tot "Zaire".
Joseph-Désiré Mobutu werd Mobutu Sésé Seko en dwong al zijn burgers Afrikaanse namen aan te nemen, ook veel steden werden hernoemd. 
Daarnaast werden de adoptie van Zaïrische, in plaats van westerse of christelijke, namen in 1972 en de verlating van westerse kleding ten gunste van het dragen van de abacost later gepromoot als uitingen van authenticiteit.
Mobutu maakte gebruik van het concept van authenticiteit als een middel om zijn eigen leiderschap te legitimeren. Hij betoogde dat volgens de Afrikaanse traditie er nooit sprake was geweest van meerdere leiders, en daarom was het nodig om alle energieën van de Congolese burgers te bundelen onder één nationale partij, om zo trouw te blijven aan de continentale tradities.
Kritiek op het regime wees al snel op de tekortkomingen van het mobutisme als rechtvaardigingsformule, met name de belangen van Mobutu zelf en de inherente vaagheid van de ideologie. Ondanks deze kritiek nam het ideologische opleidingscentrum van de MPR, het Makanda Kabobi Institute, zijn rol serieus in het verspreiden van de leer van de Stichter-President, die uniform moest worden onderwezen en geïnterpreteerd door het hele land. Leden van het MPR Politbureau werden belast met de taak om "bewaarders en garanten van mobutisme" te zijn.
Ongeacht de verdiensten of zwaktes van mobutisme putte de MPR veel van haar legitimiteit uit het model van de allesomvattende massapartijen die in de jaren 1960 in Afrika waren opgekomen, een model dat ook een inspiratiebron was geweest voor de MNC-Lumumba. De MPR probeerde de lumumbistische erfenis toe te eigenen in haar streven om de Zaïriaanse massa's achter haar stichter-president te mobiliseren. Centraal in de leer van mobutisme stond de visie van een allesomvattende eenpartijstaat die alle sectoren van de natie omvatte.

## Standaarden en afkortingen
Het top-level domein van Zaire was ".zr", maar dit is later gewijzigd naar ".cd".
De IOC-code van Zaire was ZAI, die de atleten van het land gebruikten bij de Olympische Spelen en andere internationale sportevenementen zoals de All-Africa Games. Deze code werd echter later gewijzigd naar COD.